# كانغ مي نا
كانغ مي نا (بالكورية: 강미나) هي مغنية وممثلة كورية جنوبية ولدت في 4 ديسمبر 1999.تخرجت من مدرسة سول للفنون التعبيرية في 2018.

## الأعمال

### أفلام
| السنة | العنوان    | الدور      | م.    |
| ----- | ---------- | ---------- | ----- |
| 2025  | حب بلا عقد | غو إن جونغ | [ 2 ] |

### مسلسلات
| السنة     | العنوان                                  | الدور                     | ملاحظة           | م.            |
| --------- | ---------------------------------------- | ------------------------- | ---------------- | ------------- |
| 2017      | Children of the 20th Century             | سا جين (الصغيرة)          | التمثيل لاول مرة | [ 3 ]         |
| 2017      | Drama Stage – History of Walking Upright | مي نا                     |                  | [ 4 ] [ 5 ]   |
| 2018      | Tale of Fairy                            | جيوم سون يي               | دور رئيسي        | [ 6 ] [ 7 ]   |
| 2019      | فندق ديل لونا                            | جونغ سو-جونغ / كيم يوو نا | دور ثانوي        | [ 8 ]         |
| 2021      | Summer Guys                              | اوه جين - دال-ري          | دور رئيسي        | [ 9 ] [ 10 ]  |
| 2021      | شريكي في السكن جوميهو                    | جين اه                    | دور الكاميو      | [ 11 ] [ 12 ] |
| 2021–2022 | عندما تتفتح الأزهار، أفكر في القمر       | هان اي جين                | دور رئيسي        | [ 13 ]        |
| 2022      | مينامدانج                                | نام هاي جون               | دور رئيسي        | [ 14 ]        |
| 2023      | مرحبا بك في سام دال-ري                   | جو هاي دال                |                  | [ 15 ]        |
| 2025      | الاثني عشر                               | كانغ جي                   |                  | [ 16 ]        |

## روابط خارجية
- كانغ مي نا على موقع IMDb (الإنجليزية)
- كانغ مي نا على موقع ميوزك برينز (الإنجليزية)
- كانغ مي نا على موقع ديسكوغز (الإنجليزية)
- كانغ مي نا على موقع قاعدة بيانات الفيلم (الإنجليزية)
- كانغ مي نا على موقع كينوبويسك (الروسية)